# Walter Quintin Gresham
Pour les articles homonymes, voir Gresham.
Walter Quintin Gresham, né le 17 mars 1832 à Lanesville (Indiana) et mort le 28 mai 1895 à Washington (district de Columbia), est un homme politique et juriste américain. Membre du Parti whig, du Parti républicain puis du Parti démocrate, il est Postmaster General des États-Unis entre 1883 et 1884 et secrétaire du Trésor des États-Unis en 1884 dans l'administration du président Chester A. Arthur puis secrétaire d'État des États-Unis dans la seconde administration du président Grover Cleveland.

## Biographie
Il sert comme Postmaster General des États-Unis et comme juge à la Cour d'appel fédérale, est deux fois candidat à la nomination du Parti républicain à l'élection présidentielle, est secrétaire d'État et secrétaire du Trésor.
Il est également officier dans l'armée de l'Union pendant la guerre de Sécession.